# Distrikt Pomahuaca
Der Distrikt Pomahuaca liegt in der Provinz Jaén in der Region Cajamarca im Norden Perus. Der Distrikt wurde am 28. Dezember 1943 gegründet. Er besitzt eine Fläche von 812 km². Beim Zensus 2017 wurden 9079 Einwohner gezählt. Im Jahr 1993 lag die Einwohnerzahl bei 7165, im Jahr 2007 bei 8763. Sitz der Distriktverwaltung ist die 1077 m hoch gelegene Ortschaft Pomahuaca mit 1190 Einwohnern (Stand 2017). Pomahuaca befindet sich 53 km westsüdwestlich der Provinzhauptstadt Jaén.

## Geographische Lage
Der Distrikt Pomahuaca befindet sich in der peruanischen Westkordillere im zentralen Südwesten der Provinz Jaén. Der Río Huancabamba durchquert den Südwesten des Distrikts in ostsüdöstlicher Richtung. Im Nordosten wird der Distrikt von dem nach Südosten fließenden Río Huayllabamba begrenzt. Ein Gebirgskamm durchzieht den Distrikt in Nord-Süd-Richtung und trennt die beiden Einzugsgebiete. Der Gebirgskamm erreicht an der nördlichen Distriktgrenze eine Höhe von 3673 m. Nahe der westlichen Distriktgrenze befindet sich am Río Huancabamba die c. Von dort wird ein Großteil des Flusswassers nach Westen in die Provinz Lambayeque abgeleitet.
Der Distrikt Pomahuaca grenzt im Süden an den Distrikt Kañaris (Provinz Ferreñafe), im äußersten Südwesten an den Distrikt Salas (Provinz Lambayeque), im Westen an den Distrikt Huarmaca (Provinz Huancabamba), im Nordwesten an den Distrikt San Felipe, im Norden an den Distrikt Chontalí, im Osten an den Distrikt Colasay sowie im Südosten an den Distrikt Pucará.

## Ortschaften
Neben dem Hauptort gibt es folgende größere Ortschaften im Distrikt:
- Colaguay
- Mangaypa
- Pampa Colorado
- Patacon
- Sondor
- Tayas
- Yambolon